# La Disparue du Pyla
Pour plus de détails, voir Fiche technique et Distribution.
La Disparue du Pyla est un téléfilm franco-belge de 2013, produit par Jean-Pierre Dusséaux et Sydney Gallonde, réalisé par Didier Albert, sur un scénario d'Anthony Maugendre et diffusé, en Belgique, le 4 janvier 2014 sur La Une, puis en France, sur France 3, le 12 avril 2014.

## Synopsis
Élise Castelle, journaliste à Bordeaux, apprend qu'un corps a été découvert enterré au Pyla-sur-Mer, lors d'un chantier de construction dans les prés salés. Persuadée qu'il s'agit de sa sœur, Laura, disparue en septembre 1998, elle revient dans son village d'enfance.
Son père, Antoine, s'est remarié avec Carole avec qui il a un fils, Mathéo.
La capitaine Angèle Colombani, de la Gendarmerie nationale, mène l'enquête.
Élise et Carole identifient formellement le bracelet que Carole avait offert à Laura pour ses 17 ans. Élise signale qu'il manque le collier de sa mère que Laura portait toujours depuis la mort de celle-ci. Des traces de sang sont prélevées sur les vêtements de Laura et envoyées pour analyse.
À l'époque, le gendarme Jean-Pierre Gance, aujourd'hui retraité, avait bâclé l'enquête et vite classé l'affaire.
Élise se souvient qu'alors qu'elle avait 10 ans, la nuit de la disparition de Laura, qui avait 17 ans, celle-ci avait insisté pour l'emmener à travers la forêt. Mais Élise a un trou de mémoire, elle est incapable de se souvenir des événements qui se sont déroulés ensuite cette nuit là. Depuis ce jour, elle n'arrive plus à pénétrer dans la forêt. Pour se souvenir, il faudrait qu'Élise ait un choc émotionnel.
Élise mène sa propre enquête pour comprendre ce qui s'est passé. En lisant le journal intime de Laura, elle découvre que celle-ci avait un amoureux, Benoît Ringer, qu'elle a quitté car il était infidèle. Puis elle a trouvé un nouvel amoureux, qu'elle surnommait « B. » et qu'elle aimait beaucoup. Ils se retrouvaient tous les soirs dans une cabane, dans la forêt, près de la croix de Saint Nicolas. Les dernières pages du journal intime ont été arrachées.
Élise surmonte sa peur de la forêt et part y courir à la recherche de la cabane. Benoît Ringer est arrêté, interrogé et mis hors de cause. Élise découvre la cabane dans la forêt. Elle apprend par Virginie Pasteur, la meilleure amie de Laura, que « B. » est Benjamin, le fils de Jean-Pierre Gance. Elle pénètre par effraction chez Benjamin et découvre les pages arrachées du journal intime de Laura et le collier de sa mère cassé.
La capitaine interroge Benjamin, il déclare avoir trouvé le collier de la mère de Laura cassé, par terre près de la cabane. Il est placé en garde à vue.
Le lendemain, alors qu'Élise court dans la forêt, quelqu'un lui tire dessus à plusieurs reprises, sans l'atteindre.
Benjamin est relâché. Il apprend à Élise que la nuit où Laura a disparu, ils devaient se retrouver à la cabane pour fuguer ensemble, mais par peur il s'est saoulé sur la plage au lieu d'aller au rendez-vous. Il lui apprend aussi que sa mère n'est pas morte dans un accident de voiture, mais qu'elle s'est suicidée en se jetant du haut du phare. Antoine apprend à Élise que sa mère souffrait de trouble bipolaire.
Les analyses balistiques établissent que l'arme avec laquelle on a tiré sur Élise est un Manurhin MR 73 appartenant à Jean-Pierre Gance, qu'il a déclaré lui avoir été volé en septembre 1998. La capitaine l'interroge. Il déclare qu'il désapprouvait la liaison de son fils avec Laura et que c'est elle qui lui avait volé son révolver parce qu'elle est folle, comme sa mère.
Les résultats des analyses révèlent que certaines des traces de sang sont celles d'Antoine. Il est arrêté et avoue avoir transporté et enterré le corps de Laura. Il est incarcéré.
Carole dit à Élise que celle-ci souffre de la même maladie que sa mère et que c'est elle qui a tué Laura. Antoine a enterré le cadavre et aujourd'hui a endossé le meurtre pour sauver Élise. Élise et Benjamin deviennent amants.
Le lendemain, Élise découvre Benjamin blessé d'une balle dans la poitrine. Le sang sur ses mains lui rappelle les événements qu'elle avait oubliés : 
La nuit fatidique, elles arrivent à la cabane mais Benjamin n'est pas là. Entendant des bruits de quelqu'un qui s'approche, Laura est inquiète. Élise se cache à la demande de Laura. Elle voit et entend Carole arriver et demander à Laura pourquoi elle s'enfuit. Celle-ci répond qu'elle a découvert la lettre que Carole avait envoyée à sa mère afin de l'inciter à se suicider. Carole ordonne de lui donner cette lettre. Laura refuse et dit qu'elle va la montrer à Antoine pour lui révéler la véritable raison du suicide de sa première femme. Carole se précipite pour agresser Laura, mais celle-ci la tient en respect avec le révolver qu'elle a volé à Jean-Pierre Gance. Carole se jette sur Laura et la bagarre s'engage. Carole parvient à faire lâcher le révolver à Laura, lui arrache son collier, puis ramasse un bâton, et la frappe deux fois à la tête. Elle constate que Laura est morte. Carole fouille le sac de Laura, mais n'y trouve pas la lettre, elle ramasse le révolver et appelle Élise, qui reste cachée et ne répond pas. Carole part, Élise rejoint sa sœur, tente de la secourir, puis voit ses mains couvertes de sang.
Jean-Pierre Gance surprend Élise, et est persuadé que c'est elle qui vient de mettre Benjamin dans cet état. Elle arrive à s’enfuir. Carole va dénoncer Élise à la gendarmerie.
Dans la cabane, Élise découvre la lettre de sa mère, que Laura avait cachée.
Élise téléphone à la capitaine, mais Carole l'attend à la sortie de la cabane armée du revolver et lui prend la lettre et son téléphone portable. La capitaine découvre un mégot de cigarette à côté de la porte d'entrée de la maison de Benjamin et reconnait la marque de cigarettes que fume Carole.
Sous la menace de son revolver, Carole emmène Élise au phare, elles montent au sommet, et Carole ordonne à Élise de sauter, pour faire croire qu'elle s'est suicidée comme sa mère. Élise refuse, elles se battent, et Élise parvient à faire lâcher le revolver à Carole.
La capitaine arrive, tenant en joue Carole avec son pistolet, elle la fait reculer alors qu'elle allait faire basculer Élise dans le vide. Antoine les rejoint. Carole essaye encore une fois de faire passer Élise pour folle mais, comme Antoine ne la croit pas, elle se jette du haut du phare.
La capitaine informe Élise que Benjamin va se remettre de sa blessure.

## Fiche technique
- Titre : La Disparue du Pyla
- Réalisation : Didier Albert
- Scénario : Anthony Maugendre
- Pays d'origine :  France /  Belgique
- Format : couleurs
- Genres : Drame, Film policier
- Durée : 98 minutes

## Distribution
- Véronique Genest : Carole Castelle
- Dounia Coesens : Élise Castelle
- Lucie Jeanne : Capitaine Angèle Colombani
- Pierre Deny : Antoine Castelle
- Yves Pignot : Jean-Pierre Gance
- Solène Hébert : Laura Castelle
- Renaud Leymans : Benjamin Gance
- Pascal Lambert : Barthélémy
- Maud Lescomères : Élise Castelle (à 10 ans)
- Charles Heinrich : Mathéo Castelle
- Manon Jomain : Marie
- Émilie Moget : Virginie Pasteur
- Manuel Severi : Benoît Ringer
- Aurore Cordellier : Cécile

## Production

### Tournage
Le tournage s'est déroulé en automne 2013 à Pyla-sur-Mer, dans le Bordelais, et au Cap-Ferret. Certaines scènes ont été tournées dans les locaux du quotidien Sud Ouest. Le téléfilm portait originellement le titre de Meurtre au Pyla.

## Audience
- France : 4,146 millions de téléspectateurs (première diffusion) (18,4 % de part d'audience), deuxième devant The Voice (TF1)[3]